# Crocodilo Dundee em Los Angeles
Crocodile Dundee in Los Angeles, também conhecido como Crocodile Dundee 3, é um filme australiano e estadunidense de 2001, do gênero comédia, dirigido por Simon Wincer e estrelado por Paul Hogan. É a sequência do filme de 1988 Crocodile Dundee II e do filme de 1986 Crocodilo Dundee e o terceiro e último filme da trilogia. Hogan e Linda Kozlowski reprisam seus papéis como Michael "Crocodile" Dundee e Sue Charlton, respectivamente. O filme foi rodado em locações em Los Angeles e em Queensland. O ator Paul Hogan informou que a inspiração para a história veio durante uma visita a Litomyšl, na República Checa em 1993.

## Elenco
- Paul Hogan - Michael "Crocodile" Dundee
- Linda Kozlowski - Sue Charlton
- Jere Burns - Arnan Rothman
- Jonathan Banks - Molis Drubnik
- Alec Wilson - Jacko
- Gerry Skilton - Nugget O'Cass
- Steve Rackman - Donk
- Serge Cockburn - Michael 'Mikey' Dundee
- Aida Turturro -  Jean Ferraro
- Paul Rodriguez - Diego
- George Hamilton - the Coffee Colonic Guy
- Mike Tyson - Mike, o homem Meditando no Parque

## Recepção
Este filme foi indicado para o prêmio Framboesa de Ouro de Pior Remake ou Sequência mas perdeu para Planet of the Apes. Ele recebeu críticas negativas por parte dos críticos. De acordo com o Rotten Tomatoes apenas 11% de 79 críticos avaliado o filme favoravelmente.

### Bilheteria
O filme arrecadou $7,759,103 na bilheteria na Austrália. O filme estreou em 4º lugar nas bilheterias dos EUA atrás de Bridget Jones's Diary (que foi 1º em seu segundo fim de semana), Spy Kids e Along Came a Spider. O filme arrecadou apenas $39 milhões no mundo inteiro, bem abaixo do total bruto dos dois filmes anteriores.